# Кастеллетто-Мерли
Кастеллетто-Мерли (итал. Castelletto Merli) — коммуна в Италии, располагается в регионе Пьемонт, в провинции Алессандрия.
Население составляет 503 человека (2008 г.), плотность населения составляет 43 чел./км². Занимает площадь 12 км². Почтовый индекс — 15020. Телефонный код — 0141.
Покровителем коммуны почитается святой Евсевий из Верчелли, празднование 1 августа.

## Демография
Динамика населения:

## Администрация коммуны
- Официальный сайт: